# 格罗瑟尔芬根
格罗瑟尔芬根是德国巴登-符腾堡州的一个市镇。总面积16.15平方公里，总人口2087人，其中男性1039人，女性1048人（2011年12月31日），人口密度129人/平方公里。